# Evangelische Pfarrkirche Nickelsdorf

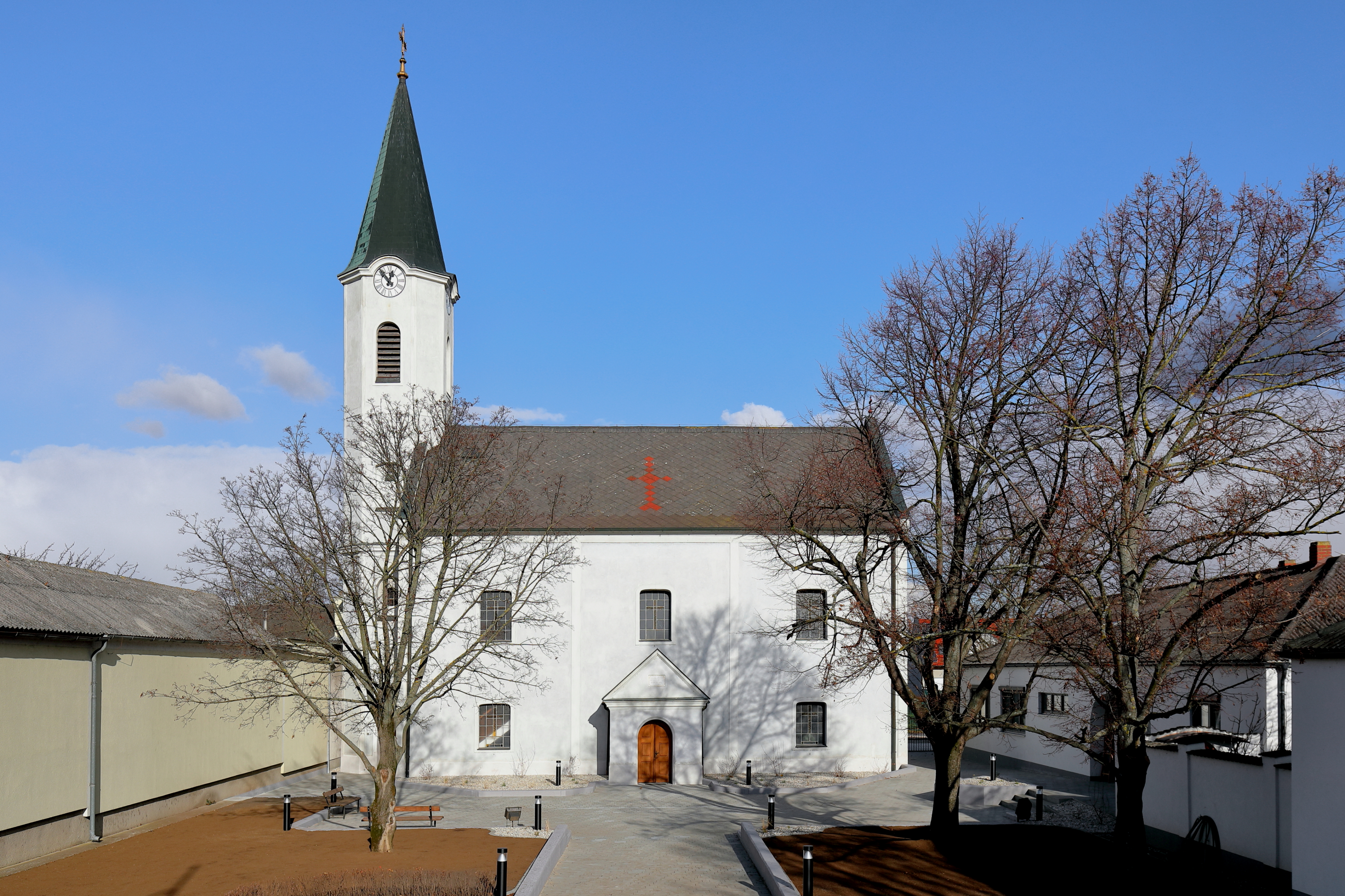
Evangelische Pfarrkirche in Nickelsdorf

Die evangelisch-lutherische Pfarrkirche Nickelsdorf A. B. steht in der Unteren Hauptstraße in der Gemeinde Nickelsdorf im Bezirk Neusiedl am See im Burgenland. Die Pfarrkirche gehört zur Superintendentur A. B. Burgenland und steht unter Denkmalschutz.

## Geschichte
Die Kirche bzw. das Toleranzbethaus wurde 1787 errichtet und am 11. Oktober 1787 geweiht. Nachdem ab 1791 evangelische Kirchen auch einen Turm und ein Geläute haben durften, wurde 1797 die erste Glocke angekauft und in einem Holzgerüst aufgezogen. 1823 erfolgte an der Nordwestfassade der Anbau eines Turmes.
1865 wurde die Kirche zur Pfarrkirche erhoben.

## Architektur
Der im Norden angebaute achteckige dreigeschoßige Turm mit Glockenstube trägt einen Spitzhelm.
Der dreijochige Saalraum hat Platzlgewölbe zwischen Doppelgurten auf Doppelpilastern. Die Fenster haben ausgebuchtete Nischen. Die an drei Seiten umlaufende Empore steht auf Holzstützen.

## Ausstattung
Der Kanzelaltar aus dem Ende des 18. Jahrhunderts zeigt zwischen ionischen Säulen das Ölbild Kreuzigung, die darüber aufgesetzte Kanzel hat einen mit Zöpfen und Maschen geschmückten Korb und eine Volutenpodest, welches eine Figur des Lamm Gottes trägt.
Die Orgel baute 1862 Franz Ullmann.